# Poyoxco
Poyoxco är en ort i kommunen Otumba i delstaten Mexiko i Mexiko. Samhället hade 178 invånare vid folkräkningen år 2020.